# Hårdmark
Hårdmark er en landsby, som ligger lidt mellem Pillemark og Kolby på øen Samsø i Kattegat.
|  | Denne artikel om lokaliteten Hårdmark kan blive bedre, hvis der indsættes et (bedre) billede. Du kan hjælpe ved at afsøge Wikimedia Commons for et passende billede eller lægge et op på Wikimedia Commons med en af de tilladte licenser og indsætte det i artiklen. |

55°48′43″N 10°33′21″Ø / 55.812°N 10.5557°Ø